# Rio Bahna (Bahlui)
O Rio Bahna é um rio da Romênia afluente do rio Ciunca, localizado no distrito de Iaşi.